# Gulella intrusa
Gulella intrusa é uma espécie de gastrópode da família Streptaxidae.
É endémica da Tanzânia.